# Magaininy
Magaininy – peptydy antydrobnoustrojowe wyizolowane ze skóry afrykańskiej żaby Xenopus laevis. Zbudowane z 21-27 aminokwasów, posiadają strukturę α-helisy. Hamują wzrost wielu gatunków bakterii i grzybów i wywołują lizę osmotyczną pierwotniaków. Wykazują silne właściwości przeciwnowotworowe.
Wyróżniane są dwa rodzaje – Magaininę-1 i Magaininę-2. Magainina-1 powoduje tworzenie się porów w błonach mitochondrialnych, zaś Magainina-2 wykazuje toksyczność względem komórek raka pęcherza moczowego, piersi, komórek białaczki i innych komórek nowotworowych.